# Слобин, Дэн
Дэн Айзек Слобин (англ. Dan Isaac Slobin; родился 7 мая 1939, Детройт) — американский психолог и психолингвист. Имеет русские и еврейские корни, по-русски говорит только чуть-чуть.
По образованию психолог, ученик и сотрудник Дж. Миллера. Защитил докторскую диссертацию в Гарвардском университете (1963). Работал в Гарвардском Центре исследования познавательных процессов. Профессор университета Беркли в Калифорнии. Член Ассоциации лингвистической типологии. Входил в редколлегию журнала «Linguistic Typology».
Специалист в области восприятия речи, психолингвистики и социолингвистики.